# Белорусија на Светском првенству у атлетици у дворани 2014.
Белорусија је учествовала на Светском првенству у атлетици у дворани 2014. одржаном у Сопоту од 7. до 9. марта дванаести пут, односно учествовала је под данашњим именом на свим првенствима од 1993. до данас. Белорусија је пријавила 9 такмичара (2 мушкарца и 7 жена) али у стартној листи трке на 60 м препоне нема Алина Талај тако да је репрезентацију Белорусије представљало осам такмичара (2 мушкарца и 6 жена), који су се такмичили у седам дисциплина (2 мушке и 5 женске).
На овом првенству Белорусија је по броју освојених медаља делила 20. место са освојене две медаље (сребрна и бронзана). Поред медаља остварени су: рекорд светског првенства у скоку увис у седмобоју, један национални, пет личних и три лична рекорда сезоне. У табели успешности према броју и пласману такмичара који су учествовали у финалним такмичењима (првих 8 такмичара) Белорусија је са 5 учесника у финалу делила 13. место са 21 бодом.
| Плас. | Земља      | 1. место | 2. место | 3. место | 4. место | 5. место | 6. место | 7. место | 8. место | Бр. финал. | Бод. |
| ----- | ---------- | -------- | -------- | -------- | -------- | -------- | -------- | -------- | -------- | ---------- | ---- |
| 13.   | Белорусија | 0        | 1        | 1        | 0        | 0        | 2        | 1        | 0        | 5          | 21   |

## Учесници
| Мушкарци: - Александар Линик — 60 м препоне - Андреј Краучанка — Седмобој | Жене: - Марина Арзамасова — 800 м - Волга Сударава — Скок удаљ - Ксенија Дзјацук — Троскок - Алена Копец — Бацање кугле - Јулија Леанцјук — Бацање кугле - Јана Максимова — Петобој |  |

## Освајачи медаља (2)

### Сребро (1)
- Андреј Краучанка — Седмобој

### Бронза (1)
- Марина Арзамасова — 800 м

## Резултати

### Мушкарци
| Атлетичар        | Дисциплина   | Лични рекорд | Квалификације | Квалификације | Полуфинале           | Полуфинале           | Финале               | Финале       | Детаљи |
| Атлетичар        | Дисциплина   | Лични рекорд | Резултат      | Место         | Резултат             | Место                | Резултат             | Место        | Детаљи |
| ---------------- | ------------ | ------------ | ------------- | ------------- | -------------------- | -------------------- | -------------------- | ------------ | ------ |
| Александар Линик | 60 м препоне | 7,74         | 7,79          | 6. у гр. 3    | Није се квалификовао | Није се квалификовао | Није се квалификовао | 21 / 29 (31) |        |

Седмобој
| Дисциплина   | Андреј Краучанка | Андреј Краучанка | Андреј Краучанка | Андреј Краучанка | Андреј Краучанка | Андреј Краучанка |
| Дисциплина   | Лич. рек.        | Резултат         | Бод.             | Плас.            | Укупно           | Плас.            |
| ------------ | ---------------- | ---------------- | ---------------- | ---------------- | ---------------- | ---------------- |
| 60 м         | 7,03             | 7,12 ЛР          | 840              | 6                |                  |                  |
| Скок удаљ    | 7,75             | 7,46             | 925              | 4                | 1.765            | 6                |
| Бацање кугле | 15,04            | 15,42 ЛР         | 816              | 2                | 2.581            | 3                |
| Скок увис    |                  | 2,21 РСПв        | 1.002            | 1                | 3.583            | 2                |
| 60 м препоне | 7,90             | 8,10 ЛР          | 957              | 6                | 4.540            | 2                |
| Скок мотком  |                  | 5,00             | 910              | 5                | 5.450            | 2                |
| 1.000 м      | 2:39,80          | 2:41,88 ЛР       | 853              | 7                |                  |                  |
| Седмобој     | 6.282 НР         |                  |                  |                  | 6.303 НР         |                  |

### Жене
| Атлетичарка       | Дисциплина   | Лични рекорд | Квалификације   | Квалификације | Финале                | Финале  | Детаљи |
| Атлетичарка       | Дисциплина   | Лични рекорд | Резултат        | Место         | Резултат              | Место   | Детаљи |
| ----------------- | ------------ | ------------ | --------------- | ------------- | --------------------- | ------- | ------ |
| Марина Арзамасова | 800 м        | 2:01,13      | 2:01,15 кв, ЛРС | 2. у гр. 2    | 2:00,79 ЛР            |         |        |
| Волга Сударава    | Скок удаљ    | 6,73         | 6,47            | 9             | Није се квалификовала | 9 / 13  |        |
| Ксенија Дзјацук   | Троскок      | 14,48 НР     | 13,97 кв        | 6             | 14,13                 | 6 / 11  |        |
| Алена Копец       | Бацање кугле | 19,06        | 17,73           | 10            | Није се квалификовала | 10 / 19 |        |
| Јулија Леанцјук   | Бацање кугле |              | 18,85 КВ, ЛРС   | 3             | 18,16                 | 7 / 19  |        |

Петобој
| Дисциплина   | Јана Максимова | Јана Максимова | Јана Максимова | Јана Максимова | Јана Максимова | Јана Максимова |
| Дисциплина   | Лич. рек.      | Резултат       | Бод.           | Плас.          | Укупно         | Плас.          |
| ------------ | -------------- | -------------- | -------------- | -------------- | -------------- | -------------- |
| 60 м препоне | 8,58           | 8,75           | 963            | 8              |                |                |
| Скок увис    | 1,93           | 1,87           | 1.067          | 1              | 2.030          | 6              |
| Бацање кугле | 15,02          | 14,93 ЛРС      | 856            | 3              | 2.886          | 5              |
| Скок удаљ    | 6,14           | 5,90           | 819            | 8              | 3.705          | 7              |
| 800 м        |                | 2:10,07 ЛР     | 946            | 4              |                |                |
| Петобој      | 4.686          |                |                |                | 4.651          | 6 / 8          |